# Epidemas
Epidemas is een geslacht van vlinders van de familie uilen (Noctuidae), uit de onderfamilie Cuculliinae.

## Soorten
- E. cinerea Smith, 1894
- E. melanographa Hampson, 1906
- E. obscura Smith, 1903